# What If It's You
What If It's You è un album in studio della cantante di musica country statunitense Reba McEntire, pubblicato nel 1996.

## Tracce
1. How Was I to Know – 3:41 (Cathy Majeski, Sunny Russ, Stephony Smith)
2. The Fear of Being Alone – 2:58 (Walt Aldridge, Bruce Miller)
3. What If It's You – 4:07 (Robert Ellis Orrall, Majeski)
4. I'd Rather Ride Around with You – 3:28 (Mark D. Sanders, Tim Nichols)
5. It Don't Matter – 3:36 (Tommy Lee James)
6. State of Grace – 3:31 (Trey Bruce, Lisa Drew)
7. Close to Crazy – 3:38 (Jerry Salley, Melba Montgomery)
8. She's Callin' It Love – 2:59 (Russ)
9. Just Looking for Him – 3:44 (Russ)
10. Never Had a Reason To – 3:52 (Nichols, Sanders)